# Версайски договор
Вижте пояснителната страница за други значения на Версайски договор.
Версайският договор е един от договорите към края на Първата световна война. С него се слага край на войната между Германия и Антантата.
Подписан е във Версай, Франция на 28 юни 1919 г. – точно 5 години след убийството на ерцхерцог Франц Фердинанд, станало повод за началото на войната. Другите Централни сили на германска страна са разгледани в отделни договори.
Договорът е изработен на Парижката мирна конференция, която работи от януари 1919 г. под председателството на френския министър-председател Жорж Клемансо. Влиза в сила на 10 януари 1920 г., след ратификацията му от Германия и четирите главни съюзни държави – Великобритания, Франция, Италия и Япония. Три от участвалите на конференцията държави – САЩ, Хиджаз и Еквадор отказват да го ратифицират. Американският Сенат не подписва договора заради нежеланието на САЩ да се свързват с участие в Обществото на народите (където преобладава влиянието на Великобритания и Франция), чийто устав е съставна част от Версайския договор. В замяна на това САЩ сключват с Германия специален договор през август 1921 г., почти идентичен с този от Версай, но не съдържащ алинеите за Обществото на народите.
Версайският мирен договор има за цел да затвърди границите в полза на държавите-победителки. Германия не е допусната до преговорите, поради което договорът е приет за диктат, срещу който германците започват да се съпротивляват. Договорът урежда не само положението на Германия в следвоенния свят, но задава и принципите, по които по-късно се изготвят договорите с останалите победени страни (виж Версайска система от договори).

## Договаряне
Преговорите между силите от Съглашението започват на 18 януари в сградата на френското външно министерство. Първоначално участват 70 делегати от 27 държави. Победените във войната Германия, Австрия и Унгария са отстранени от преговорите. Русия също е изключена, заради Бресткия договор с Германия от 1918 г., чрез който Германия получава част от руската територия и ресурси.
До май 1919 г. най-важната роля за договарянето на комплексните условия на мира се пада на съвет от десетима, съставен от държавния глава и външния министър на всяка от петте големи страни-победителки (Великобритания, Франция, САЩ, Италия и Япония). Тъй като този съвет се оказва тромав за ефективно вземане на решения, Япония и външните министри напускат основните срещи, при което в комисията остават само четирима членове. След като териториалните претенции на Италия за град Фиуме (днес Риека) не са удовлетворени, италианският премиер Виторио Орландо напуска срещите, връщайки се едва през юни за подписването на договора.
Финалните условия са определени от лидерите на „големите три“ държави – британския премиер Дейвид Лойд Джордж, френския премиер Жорж Клемансо и американския президент Удроу Уилсън. Дори и с тази малка група е трудно да се вземе решение за обща позиция, защото техните цели често са в противоречие един с друг. Резултатът е наречен „нещастен компромис“.

### Целите на Великобритания
Територията на Великобритания е засегната в много по-малка степен по време на войната, затова премиерът Дейвид Лойд Джордж не подкрепя репарациите като санкция колкото французите. Великобритания гледа на възстановена Германия като на важен търговски партньор и се притеснява от ефекта, който те ще окажат върху германската и съответно – британската икономика. В противоречие на това обаче той изисква и успява да получи компенсация за големия брой вдовици, сираци и мъже, останали без работа вследствие на войната. От друга страна, Лойд Джордж е притеснен от предложението на Удроу Уилсън за „право на самоопределяне“ и, както французите, иска да запази територията на империята си непокътната.

### Целите на САЩ
В САЩ има силни антиинтервеционистки настроения преди и след като държавата влиза във войната през април 1917 г. и много американци искат да приключат с европейските въпроси по-бързо. САЩ взимат по-отстъпчива позиция относно немските репарации. Преди края на войната президентът Удроу Уилсън, заедно с други американски представители като Едуард Хаус, представя своите Четиринадесет точки по време на реч на Парижката мирна конференция. САЩ също желаят да доразвиват икономическите си отношения с Германия и затова не желаят да осакатят немската икономика.

### Целите на Франция
Френската делегация в Париж, предвождана от Клемансо, има за своя цел възстановяването на френската хегемония в Европа. От 1870 г. до 1914 г. Германия претърпява голямо икономическо и демографско развитие и надминава Франция. Заради това Клемансо използва конференцията, за да възстанови позицията на Франция като великата сила в континентална Европа.

### Териториални изменения
Германия е принудена да се откаже от своите колонии, както и от част от европейските си територии. Западна Прусия, която Прусия е анексирала при подялбите на Полша, е дадена на Полша, която благодарение на това получава и излаз на Балтийско море.
- Елзас и Лотарингия, населени с около 90% етническо немско население[1], са предадени на Франция (част от Свещената римска империя между 10 и 18 век, а после част от Франция в периода между 18 век и 1870 г.) и присъединени към Германия през 1871 г. в резултат на Френско-пруската война.
- Северна Ютландия е върната на Дания след референдум, проведен на 14 февруари 1920 г. Централна Ютландия, включително град Фленсбург, остава част от територията на Германия след отделен референдумм, проведен на 14 март 1920 г.
- Областта на град Познан, части от Източна Прусия и Полският коридор са предадени на новосъздадената Полска република (Полският коридор има за цел да свърже Полша с Балтийско море).
- Областта Хлучинско от Горна Силезия е предадена на Чехословакия без референдум.
- Източната част на Горна Силезия е предадена на Полша, въпреки че при референдума Полша получава само 45% от гласовете (717 122 гласа за Германия и 483 514 за Полша).
- Областите на градовете Малмеди и Ойпен са предадени на Белгия, както и неутралната и пруската част на Моресне и Венбанската железопътна линия.
- Данциг (сега Гданск), с прилежащите му земи, е обявен за „свободен град“.
- Мемелската област е предаден под контрола на държавите-победителки (през февруари 1923 г. е присъединен към Литва).
- Саар преминава за 15 години под управлението на Лигата на нациите, а след изтичането им – съдбата на областта трябва да се реши с плебисцит. Мините в Саар са предадени в собственост на Франция.
- Забранено е на Австрия да се обедини с Германия.

В резултат на това територията на Германия намалява от 541 000 на 467 000 кв. км; като последица от войната и изгубването на територии, населението на Германия намалява от около 68 на около 60 милиона души, от които около 5 млн. етнически германци остават в новосформираните държави.
На Германия са отнети всичките колонии, завладени от Антантата през войната – Германска Източна Африка (сега Танзания), Германска Югозападна Африка (сега Намибия), Того, Камерун, чиято територия се простира на територията на днешната държава Камерун и Източна Нигерия, както и германските владения в Тихия океан. Колониите са разделени между главните държави-победителки, на основата на системата за мандатни територии на Лигата на нациите:
- В Африка:
  - Танганика става подмандатна територия на Великобритания, районът на Руанда-Урунди – подмандатна територия на Белгия, „Триъгълникът Кионга“ (Югоизточна Африка) е предаден на Португалия (тези територии по-рано съставят Германска Източна Африка),
  - Великобритания и Франция разделят Того и Камерун;
  - ЮАС получава мандат върху Югозападна Африка.

- В Тихия океан, в качеството си на подмандатни територии, към Япония са предадени принадлежащите преди това на Германия острови на север от екватора, към Австралийския съюз – Германска Нова Гвинея, към Нова Зеландия – островите Самоа.

По време на Версайския мирен договор Германия се отказва от всички концесии и привилегии в Китай, от правото на консулска юрисдикция и от всякаква собственост в Сиам, от всички договори и спогодби с Либерия, признава протектората на Франция над Мароко и на Великобритания над Египет. Правата на Германия по отношение на Цзяочжоу и цялата Шандунска провинция на Китай преминават към Япония (вследствие на това, Версайския договор не е подписан от Китай).

### Ограничения
На Германия е наложено да разпусне своята наборна армия, която е наброявала около 8 млн. души през войната, и да създаде професионална армия от само 100 000 души (райхсвер); целият генерален щаб се разпуска; на Германия е отнето цялото тежко въоръжение – флот (освен 36 малки стражеви кораби), артилерия, военновъздушни сили. Военноморските сили са ограничени до 15 000 души, шест линкора, шест крайцера, 12 разрушителя и 12 миноносци. Забранено е използването на подводници.
Забранена е търговията с оръжия, използването на отровен газ, военни самолети, танкове и бронирани коли, и морските блокади. Наложени са ограничения на производството на картечници и винтовки.
В Германия се въвежда широка ивица край границите, в която е забранен всякакъв строеж на крепости. Германия е задължена да осигури на Чехословакия и Полша свободно плаване по реките Елба и Одер. Създава се голяма област по течението на река Рейн (целият западен бряг и 50-километрова ивица по източния), която е демилитаризирана, тоест в нея Германия няма право да държи войски. Това е решението на Франция да държи Германия под контрол, тъй като през тази област френската армия може винаги да нахлуе в сърцето на Германия. Западният бряг на р. Рейн остава окупиран от Антантата и освободен на три етапа от 1926 до 1930 г.

### Репарации
На четвърто място Германия е задължена да плаща репарации на победителите, с които да ги компенсира за щетите, които им е нанесла по време на войната, но и за изплащане на натрупания по време на войната дълг за оръжия на Англия и Франция към САЩ. В договора обаче сумата не е определена. Първоначално победителите искат 269 милиарда златни марки, но Германия отказва. Едва през 1922 г. се определя сумата от 132 милиарда златни марки, равняващи се на 442 милиарда щатски долара през 2012 г. Франция ще получи 52% от тези репарации, Англия – 26%, а останалите държави – общо 22%.
Смята се, че репарациите от Версайския договор са отговор на репарациите, наложени от Германия на Франция чрез Франкфуртския мирен договор, подписан след края на Френско-пруската война през 1871 г. Критици на договора смятат, че докато на Франция са ѝ били нужни три години да изплати своите репарации, Германия ще плаща своите репарации до 1988 г.
Версайските репарации включват различни форми – въглища, стомана, интелектуална собственост (например патента за аспирин) и земеделски продукти, защото валутни репарации в такъв размер биха довели до хиперинфлация, която в действителност се появява в следвоенна Германия, което намалява изгодата на Франция и Великобритания.
Репарациите под форма на въглища играят голяма роля в наказването на Германия. Версайският договор постановява, че Германия е виновна за унищожението на мините за въглища в Северна Франция и части от Белгия и Италия. Поради това на Франция е даден пълен контрол над Саарската област, в която има голям добив на въглища. Германия е принудена да дава на Франция, Белгия и Италия милиони тона въглища за период от десет години.
Германия изплаща репарациите си през 2010 г.

## Реакция

### Сред Съюзниците

#### Великобритания
Британските длъжностни лица на конференцията обявяват френската политика за „алчна“ и отмъстителна, като Рамзи Макдоналд обявява по-късно, след като Хитлер ремилитаризира Рейнската област през 1936 г., че е доволен, че договорът „изчезва“, и изразява надеждата, че французите са научени на „тежък урок“.

#### Франция
Франция подписва договора и е активна в Лигата. Клемансо не успява да постигне всички искания на френския народ и губи изборите през 1920 г. Френският генерал-майор Фердинанд Фош, който смята, че ограниченията върху Германия са твърде снизходителни, обявява, че „Това не е мир. Това е примирие за двадесет години“.

#### САЩ отхвърлят договора
Републиканската партия – предвождана от Хенри Кабот Лодж, контролира сената на САЩ след изборите през 1918 г., но мнението на сенаторите относно Версайския въпрос е раздвоено. Макар че успяват да съберат мнозинство, те не успяват да съберат 2/3 от гласовете, за да подпишат договора.

### В Германия
На 29 април 1919 г. немската делегация, под ръководството на външния министър Улрих Граф фон Брокдорф-Ранцау, пристига във Версай. На 7 май, когато са изправени пред условията на победителите, включително и т.нар. „клауза за вина за войната“, фон Брокдорф-Ранцау отговаря на Клемансо, Уилсън и Лойд Джордж: „Ние знаем за тежестта на омразата, която се изправя срещу нас тук. Вие настоявате ние да признаем, че сме единствената виновна страна във войната; такова признание от моята уста ще е лъжа.“ Понеже на Германия не ѝ е позволено да участва в преговорите, немското правителство излиза в протест срещу това, което смята за несправедливи изисквания и „нарушение на честта“, като скоро след това се оттегля от разискванията на мирната конференция.
Германци от всички политически идеологии осъждат договора – най-вече клаузата, която осъжда Германия за започването на войната, – като обида за честта на нацията. Те описват договора като „диктат“ понеже условията му не дават избор на Германия относно приемането му. Първият демократично избран канцлер – Филип Шайдеман – отказва да подпише договора и напуска. По време на пламенна реч пред народното събрание на 21 март 1919 г. той нарича договора „убийствен план“ и възкликва: „Коя ръка, опитала се да ни сложи в окови като тези, няма да изсъхне? Договорът е неприемлив.“
След оставката на Шайдеман се сформира ново коалиционно правителство под ръководството на Густав Бауер. Президентът Фридрих Еберт пита фелдмаршал Паул фон Хинденбург дали армията може да окаже съпротива, ако Антантата поднови военните действия. Ако има дори и малък шанс армията да издържи, Еберт възнамерява да препоръча отхвърлянето на договора. Хинденбург – след подтикване от неговия началник-щаб Вилхелм Гроенер – достига до заключението, че позицията на армията е незащитима. Въпреки това, вместо да информира лично Еберт, той кара Гроенер да изпрати препоръката на армията до правителството. След като научава това, новото правителство препоръчва подписването на договора. Народното събрание гласува за с 237 към 138 гласа, с петима „въздържали се“. Външният министър Херман Мюлер и колониалният министър Йоханес Бел отпътуват за Версай, за да подпишат договора. Той е подписан на 28 юни 1919 г. и е ратифициран от народното събрание на 9 юли с гласуване от 209 срещу 116 гласа.
Консерватори, националисти и бивши военни осъждат мира и демократичните ваймарски политици; социалистите, комунистите и евреите са гледани с подозрение поради неясните им национална лоялност. Носят се слухове, че евреите не са подкрепили войната и са продали Германия на враговете ѝ. Тези, които изглеждат, че са се възползвали от отслабена Германия и новосформираната Ваймарска република, са считани, че са забили нож в гърба на Германия, като са се противопоставяли на немския национализъм, подстрекавали недоволство и стачки във важните военни индустрии или са спекулирали. Тези теории получават доверие поради факта, че когато Германия капитулира през ноември 1918 г., армията ѝ е още на френска и белгийска територия. Още повече, на източния фронт Германия е победила Русия и е подписала Брест-Литовския мирен договор. На запад Германия почти печели битката през Пролетното настъпление по-рано през 1918 г. За неговия провал са обвинени стачките в оръжейната индустрия по време на критичната част от настъплението, които оставят войниците без достатъчно муниции. Според националистите стачките са организирани от предатели като евреите поемат голяма част от войната.

## Нарушения
Германската икономика е толкова отслабена, че само малък процент от репарациите са платени във валута. Въпреки това, дори плащането на тази малка част натоварва значително немската икономика. Въпреки че причините за следвоенната хиперинфлация са сложни, германците обвиняват договора за икономическата криза и някои икономисти пресмятат, че репарациите са виновни за около една трета от хиперинфлацията.
През март 1921 г. френски и белгийски войски окупират Дуйсбург, който е част от Рейнската демилитаризирана област, според Версайския договор. През януари 1923 г. френските и белгийски войски окупират останалата част от Рурската област след като Германия не успява да плати репарациите изисквани от договора. Немското правителство отговаря с „пасивна съпротива“, което означава, че миньорите и железопътните работници отказват да се подчиняват на окупаторските войски. Продукцията и транспорта спират, но икономическите последствия подпомагат хиперинфлацията и напълно съсипват публичните финанси. Поради това пасивната съпротива е отменена в края на 1923 г. Краят на съпротивата в Рур позволява на Германия да предприеме валутна реформа и да договори плана Дауес, което довежда до изтеглянето на френските и белгийски войски от Рурската област през 1925 г.
Някои по-значителни нарушения на договора са:
- През 1919 г. трябва да започне разпускането на Върховното командване; вместо това главната част на Върховното командване се скрива в друга организация, „Трупенамт“, където пренаписва доктрините на армията и на военновъздушните сили на базата на опита от първата световна война.
- На 16 април 1922 г. представители на правителствата на Германия и на Съветския съюз подписват Рапалския договор по време на Световната икономическа конференция в Генуа, Италия. Двете държави възстановяват дипломатичните си отношения, отказват се от финансови претенции един към друг и обещават бъдещо сътрудничество.
- През 1932 г. немското правителство обявява, че повече няма да спазва военните ограничения на договора, като цитират нарушението на Съюзниците, които не налагат военни ограничения върху себе си, както е постановено в увода на част пета на договора.
- През март 1935 г. Германия въвежда задължителна военна повинност и започва да възстановява армията си. Това включва нов военноморски флот (Кригсмарине), първите бронирани дивизии (Панзервафе) и военновъздушни сили (Луфтвафе).
- През юни 1935 г. Великобритания ефективно се оттегля от договора като подписва военноморско споразумение с Германия.
- През март 1936 г. Германия нарушава договора като окупира демилитаризираната Рейнска област.
- През март 1938 г. Германия нарушава договора като анексира Австрия.
- През септември 1938 г. Германия, с разрешението на Франция, Великобритания и Италия, нарушава договора и анексира Судетската област в Чехословакия.
- През март 1939 г. Германия нарушава договора като окупира останалата част от Чехословакия.
- На 1 септември 1939 г. Германия нарушава договора като атакува Полша, с което започва Втората световна война в Европа.

## Исторически оценки
Според Дейвид Стивънсън, до отварянето на френските архиви, повечето коментатори наблягат на френската сдържаност и разумно държане на конференцията, макар той да отбелязва: „има признаци, че махалото на решението се залюлява наобратно.“.
В книгата си „Икономическите последици на мира“, Кейнс квалифицира Версайския договор като „Картагенски мир“, неуспешен опит по-скоро да се унищожи Германия от името на френския реваншизъм, отколкото да се следват принципите за траен мир, заложени в програмата „Четиринадесетте точки“ на президента Удроу Уилсън, които Германия приема при примирието. Той заявява: „Вярвам, че кампанията за осигуряване от страна на Германия на общите разходи за войната е една от най-сериозните прояви на политическа глупост, за която нашите държавници някога могат да бъдат отговорни.“. Кейнс е главен представител на британската хазна на Парижката мирна конференция и употребява в книгата си доводи, че той, заедно с други лица (включително някои американски официални представители), е бил използван в Париж. Той вярва, че сумите, искани от Германия като репарации, са многократно по-големи, отколкото Германия може да заплати, и че те ще бъдат последвани от драстична нестабилност.
Френският икономист Етиен Манту оспорва този анализ. През 1940-те години, Манту написва посмъртно издадена книга, озаглавена „Картагенският мир, или икономическите последици на г-н Кейнс“, в опит да обори твърденията му. В последно време, икономисти твърдят, че ограничението на Германия за по-малка армия ѝ спестява толкова много пари, че тя може да си позволи плащанията по репарациите.
Историкът Герхард Уайнбърг в книгата си „Светът на оръжие“ твърди, че договорът в действителност е доста изгоден за Германия. Бисмарковият Райх е запазен като политическа единица, вместо да бъдат разделен и Германия до голяма степен избягва окупация след войната (в контраст със ситуацията след Втората световна война). В есе от 1995 г., Уайнбърг отбелязва, че с изчезването на Австро–Унгария и с изтеглянето на Русия от Европа, Германия вече е доминиращата сила в Източна Европа. Уайнбърг пише, че като се има предвид това, че само 21 години след Версай, Германия завладява повече земи, отколкото има през 1914 г., е много спорно дали Версай е нещо толкова грубо и осакатяващо германците както те твърдят по това време и след това, че е. Уайнбърг освен това допълва срещу идеята, че териториалните германски загуби, понесени през 1919 г. довеждат до Третия Райх през 1933 г., коментирайки, че ако това е така, тогава още по-големите териториални загуби, понесени от Германия след 1945 г. би трябвало да доведат до Четвърти Райх. Уайнбърг саркастично отбелязва, че тези, които твърдят, че териториалните загуби на Германия, претърпени през 1919 г., са причината за националсоциализма, никога не обясняват защо още по-големите териториални загуби на Германия през 1945 г. не довеждат до връщане на нацистите, така както логиката би наложила, ако това е вярно.
Британският военен историк Корели Барнет твърди, че Версайския договор е „изключително снизходителен в сравнение с мирните условия, които самата Германия, очаквайки да спечели войната, е имала предвид да наложи на съюзниците“. Освен това, твърди той, това е „едно леко перване“ в сравнение с Договора от Брест-Литовск, който Германия налага на победената Русия през март 1918 г., и който отнема една трета от населението ѝ (макар и неруски етноси), половината от промишлените ѝ предприятия и 9/10 от въглищните ѝ мини, заедно с обезщетение от шест милиарда марки. В крайна сметка, дори и при „жестоките“ условия на Версайския договор, икономиката на Германия се възстановява до състоянието си отпреди войната.
Уинстън Чърчил пише в труда си „Втората световна война“: „икономическите клаузи на Версайския договор бяха злокачествени и глупави до степен, която ги прави очевидно безполезни“ и „тълпите останаха потънали в невежество относно най-простите икономически факти, а техните лидери, търсейки техните гласове, не посмяха да им разбият илюзиите.“ 